# Safeguard

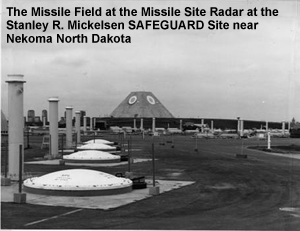
Pole rakietowe systemu Safeguard w Nekoma w Dakocie Północnej. W tle widoczny radar.

Safeguard – amerykański dwuwarstwowy system antybalistyczny przeznaczony do obrony bazy międzykontynentalnych pocisków balistycznych (ICBM) Minuteman w pobliżu Grand Forks w Dakocie Północnej. System składający się z uzbrojonych w głowice jądrowe pocisków dalekiego zasięgu Spartan oraz krótkiego zasięgu Sprint, rozmieszczony był w Nekoma w Hrabstwie Cavalier w stanie Dakota Północna, w bazie Stanley R. Mickelson Safeguard Antiballistic Missile Complex. Pierwotnie, system wspierany miał być  radarami MRA (Multifunction Array Radar) oraz MSR (Missile Site Radar), wkrótce jednak pierwszy z nich został zastąpiony nowocześniejszym radarem PAR (Perimeter Acquisition Radar) w Cavalier. Baza Stanley R. Mickelson osiągnęła pełna gotowość operacyjną (FOC) 1 października 1975 roku, jednakże już dzień później Kongres Stanów Zjednoczonych zdecydował o jej zamknięciu jako militarnie nieefektywnej.